# 嘉道理猶太會堂

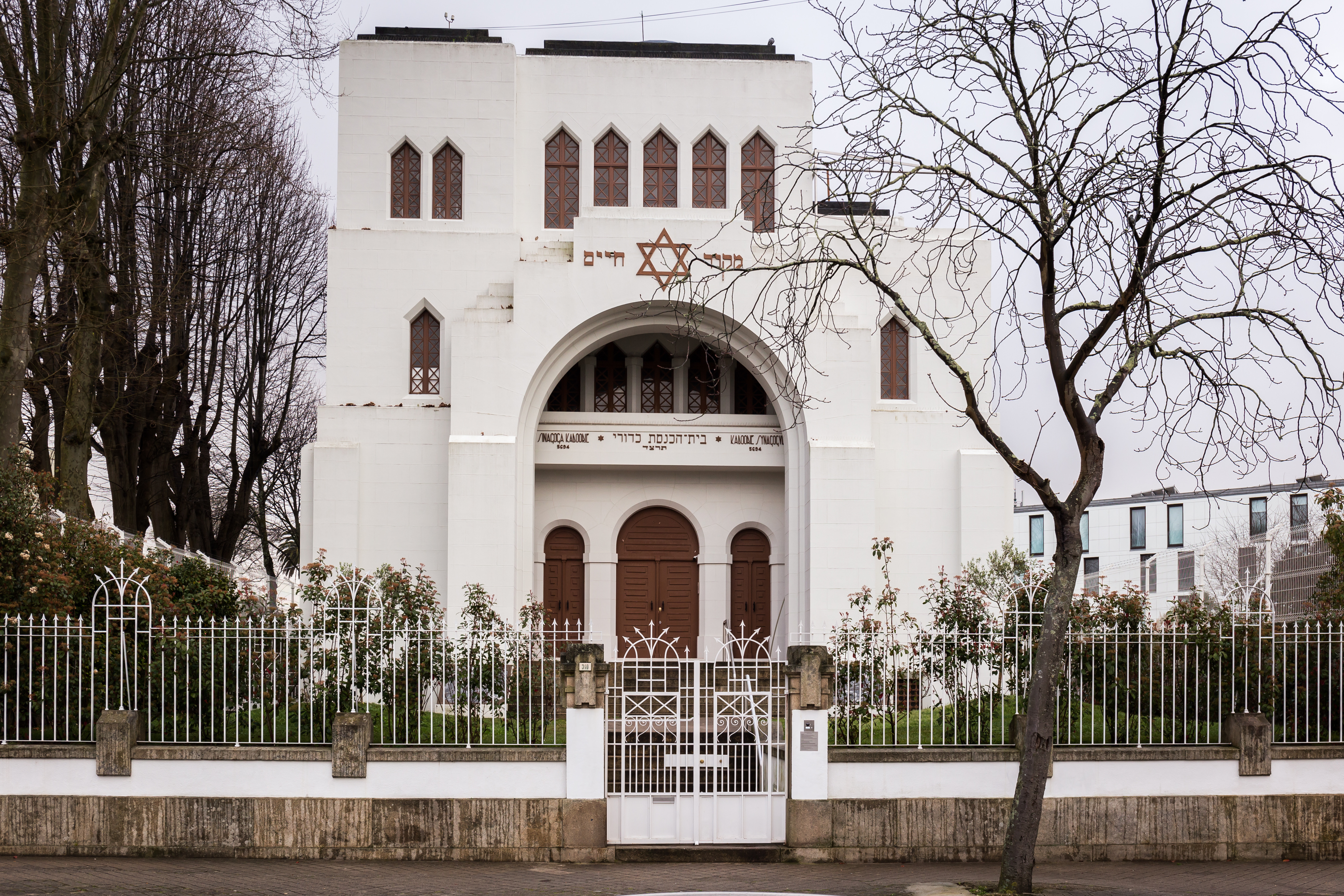

嘉道理猶太會堂（葡萄牙語：Sinagoga do Porto/Sinagoga Kadoorie Mekor Haim）是葡萄牙城市波爾圖的一座猶太會堂。這座猶太會堂修建於1929年至1938年，是伊比利亞半島最大的猶太會堂。